# 1290-е годы до н. э.
1290-е (ты́сяча две́сти девяно́стые) го́ды до на́шей э́ры по пролептическому юлианскому календарю — промежуток времени с 1 января 1299 года до н. э. по 31 декабря 1290 года до н. э., включающий с 1299 по 1291 годы 1-го десятилетия  и 1290 год 2-го десятилетия XIII века 2-го тысячелетия до н. э. Им предшествовали 1300-е годы до н. э., за ними следовали 1280-е годы до н. э. Они закончились 3315 лет назад.

## События

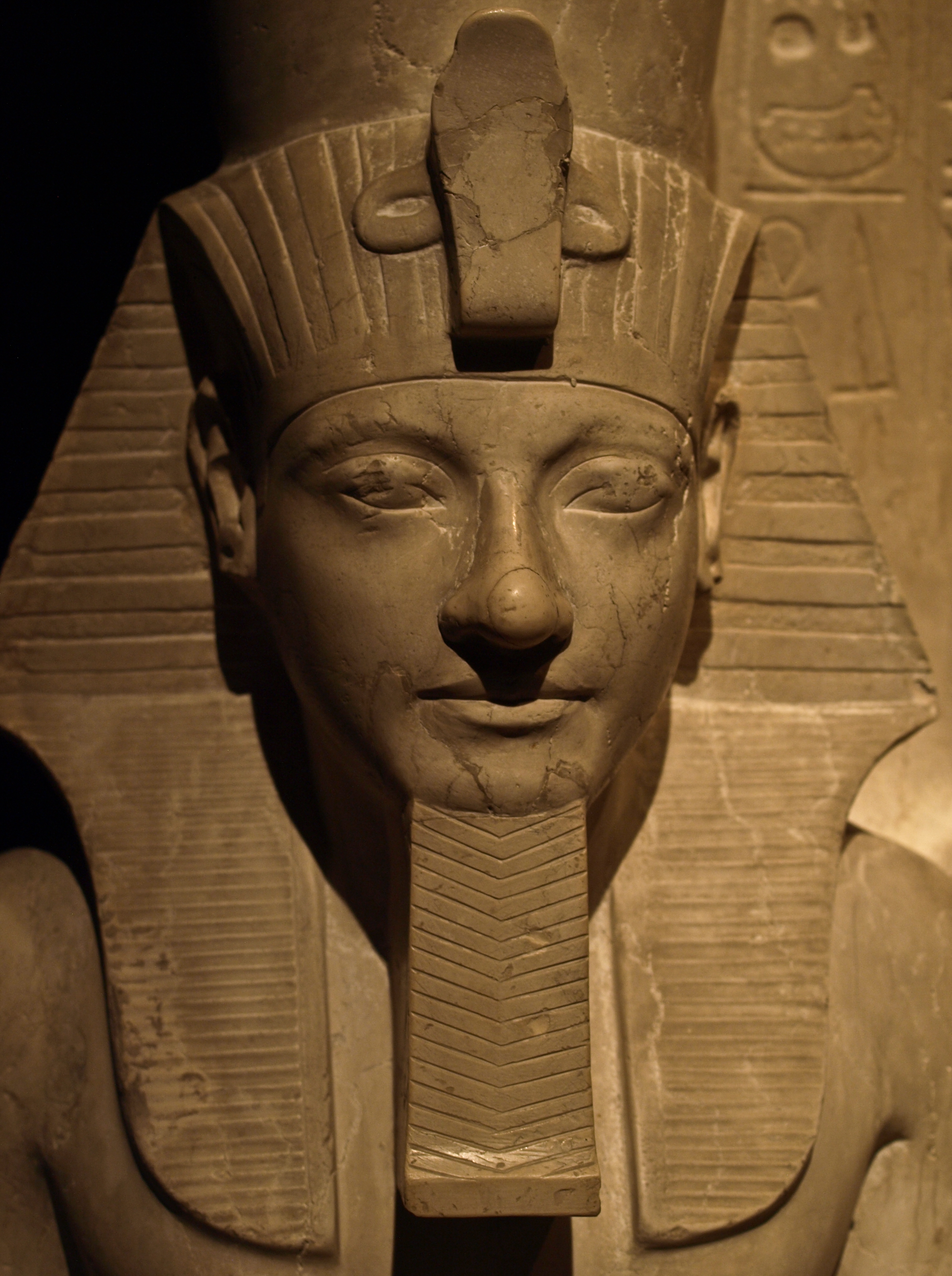
Фрагмент статуи Хоремхеба

### Малая Азии
- 1295 год до н. э. — Муваталли II (1295—1272 годы до н. э.) стал преемником своего отца Мурсили II и царём у хеттов.

### Египет
- 1292 год до н. э. — конец правления Хоремхеба
- Конец XVIII династии и начало XIX династии Древнего Египта[1][2]
- 1292—1290 годы до н. э. — правление фараона Рамсеса I[2]
- 1290 год до н. э. — начало правления фараона Сети I

### Вавилония
- 1297 год до н. э. — конец правления касситского царя Вавилонии Нази-Марутташа
- 1297 год до н. э. — начало правления касситского царя Вавилонии Кадашмана-Тургу